# Архитектура системы базы данных

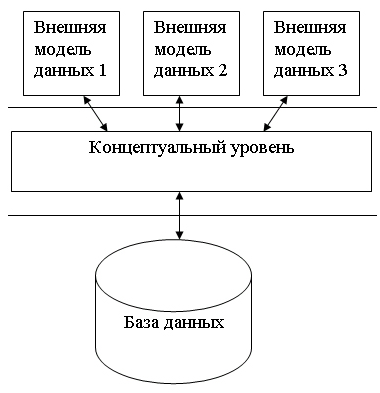
Трёхуровневая архитектура СУБД

Архитектура системы управления базами данных (СУБД) — это совокупность основных функциональных компонентов СУБД, средств обеспечения их взаимодействия друг с другом пользователями и системным персоналом, которая описывается уровнями абстракции. С помощью абстракции данных, предоставляемой СУБД, существует независимость ведения базы данных различными группами пользователей.
Наиболее распространена и поддерживаема архитектура ANSI-SPARC, стандарт которой разработан Американским национальным институтом стандартов.